# Chapadinha (ort)
Chapadinha är en ort i Brasilien.   Den ligger i kommunen Chapadinha och delstaten Maranhão, i den nordöstra delen av landet, 1 400 km norr om huvudstaden Brasília. Chapadinha ligger 109 meter över havet och antalet invånare är 40 804.
Terrängen runt Chapadinha är huvudsakligen platt. Chapadinha ligger uppe på en höjd. Det finns inga andra samhällen i närheten.
Omgivningarna runt Chapadinha är huvudsakligen savann. Runt Chapadinha är det glesbefolkat, med 19 invånare per kvadratkilometer.